# 心瓣
心瓣（heart valve），又稱心瓣膜、心臟瓣膜，是心臟中內類似閥的構造，用以維持血液循環在心臟中的單向流動，防止血液倒流。哺乳動物的心臟通常具有四個瓣膜，決定了血液的流向。心瓣前後的血壓差決定了它的開關。
四個動脈瓣分別為：
- 兩個房室瓣（Atrioventricular valves）：有二尖瓣（左心）和三尖瓣（右心），位於心房與心室之間。
- 兩個半月瓣（Semilunar valves）：有主動脈瓣和肺動脈瓣，位於離心動脈之中。

另外還有靜脈系統內的冠狀靜脈瓣和下腔靜脈瓣

## 房室瓣

右：由心尖（頂部）看二尖瓣的3D圖，圖中已移除心室頂部部分構造，以得到二尖瓣的清楚影像。但由於影像處理問題，三尖瓣和主動脈瓣看不清楚；肺動脈瓣在圖中看不到。
左：2D的三尖瓣和二尖瓣（上圖）以及主動脈瓣（下圖）

分隔心房和心室的血液，封鎖心臟外向內的血流。
左方：
二尖瓣╱僧帽瓣
分隔左心房和左心室，以防止左心室的血液在心縮時倒流回左心房。在眾心瓣中所受的壓力最大。
右方：
三尖瓣
分隔右心房和右心室，以防止右心室的血液在心縮時倒流回右心房。

## 半月瓣
分隔心臟外內血液的心瓣，因為呈半月形而得其名，有三塊膠，向準心室的方向作封鎖。
左方：
主動脈瓣
分隔大動脈和左心室，以防止大動脈的血液在心舒時倒流回左心室。
右方：
肺動脈瓣
分隔肺動脈和右心室，以防止肺動脈的血液在心舒時倒流回右心室。

## 腱索
三尖瓣和二尖瓣皆由強韌的腱索所固定，以免瓣葉被血液在心臟收縮時所產生的強大液壓迫開。腱索由尖瓣連接至心室的內壁的乳头肌之上。腱索的功能不良的話，會導致血液錯誤倒流，大大減低氧氣和養份的輸送。

## 心跳聲
心臟跳動時的「噗通」聲（又作「呯呯」、「答立」）是由於心舒或心縮時血液猛烈向心瓣回衝而發出的聲音。「噗」的較大的一聲是三尖瓣和二尖瓣閉緊時的聲音，「通」的較小的一聲則是兩組半月瓣閉緊時的聲音。故此，「噗通」是與心臟的跳動同步。當心臟處於舒張時，血液會流入左右心室。當心臟收縮時，血液會由左右心室分別經主動脈和肺動脈泵往全身和肺部，當血液泵出時，左右心房（或稱心耳）底部的三尖瓣和二尖瓣會關閉，以防止血液倒流往心房。而第一下心跳聲便是血液衝擊二/三尖瓣時所發出的聲音。而當血液流出左右心室後，血液會流出主動脈和肺動脈，之後心臟會再次舒張，血液便會從主動脈和肺動脈內倒流回心臟。此時，位於主動脈和肺動脈內的半月瓣便會閉關，以防止血液倒流回心室，血液衝擊半月瓣，會產生第二次心跳聲。

## 構造

流經瓣膜的血流。

## 外部連結
- Mitral Valve Repair at The Mount Sinai Hospital – "Mitral Valve Anatomy" （页面存档备份，存于）
- 3D, animated, rotatable heart valves (Rich media including Javascript and Flash player required) （页面存档备份，存于）